# Franciszek Jan Smolka
Franciszek Jan Smolka, németül: Franz Schmolke (Kałusz (Galícia), 1810. november 5. – Lemberg, 1899. november 5.) osztrák-lengyel politikus. Stanisław Smolka apja.

## Pályafutása
Lembergben jogot végzett és 1840-ben ügyvédi diplomát szerzett. Ugyanebben az évben élénk részt vett az alkotmányos és nemzeti mozgalmakban, amiért a bécsi kormány halálra ítélte. De a császár megkegyelmezett életének és csupán az ügyvédi gyakorlattól tiltotta őt el. 1848-ban a birodalmi gyűlésbe választották, hogy mint a szabadelvű eszmék lelkes előharcosa nagy tekintélynek és népszerűségnek örvendett és hazánk iránt is igaz rokonszenvet tanúsított. Midőn az udvar Kremsierbe tette át a gyűlést, Smolka lett annak elnöke és a feloszlatás napján is ő ült az elnöki széken. Az abszolutizmus éveiben ügyvédi praxist folytatott.
1861-ben a galiciai tartománygyűlésbe és a birodalmi gyűlésbe választották, ahol a federalizmus előharcosaként szerepelt. 1863-67-ben a lengyel képviselőkkel együtt távol maradt a birodalmi gyűléstől, de 1867-ben újra belépett a Reichsratba és pártjával mind jobban fokozódó befolyásra emelkedett. Miniszteri tárcát ugyan sohasem vállalt, de múltjánál fogva és mint a lengyel képviselők vezére minden kormány alatt döntő szerepet játszott. 1881-ben a birodalmi gyűlés elnökévé választotta, mely állásban egészben véve részrehajlatlanul és tapintatosan vezette a ház üléseit. Agg kora és süketsége miatt 1893 márciusában állásáról lemondott, ezután a császár az urakházának tagjává kinevezte, de az agg pártvezér teljesen visszavonult szűkebb hazájába a magányba.